# GAMA202627
GAMA202627 (المعروفة أيضا باسم G202627) هي مجرة حلزونية ضلعية مشابة لمجرة درب التبانة. تبعد عن الأرض 700 مليون سنة ضوئية 216 فرسخ فلكي في كوكبة الشجاع.وصفت هذة المجرة في عام 2012 في مقالة من قبل عالم الفلك الدكتور آرون روبوتم، بالاشتراك مع مركز اتصال جامعة غرب أستراليا التابع للمركز الدولي لبحوث الفلك الراديوي وجامعة سانت أندروز في اسكتلندا، عندما بحث آرون روبوتم عن مجموعة مجرات مشابة لنظام درب التبانة في خريطة الكون المحلي الأكثر تفصيلا حتى الآن التي وفرها مشروع مسح تجمعات المجرات والكتل (GAMA).
GAMA202627 مجرة فريدة من نوعها كما أن لها مجرتين قمرتين قريبة منها. وذلك مشابه لسحابة ماجلان الصغرى وسحابة ماجلان الكبرى اللتين ترافقان درب التبانة.

## وصلات خارجية
- The Milky Way now has a twin (or two)